# Luis María Drago
assinatura
Luis María Drago (Buenos Aires, 6 de maio de 1859 — Buenos Aires, 9 de junho de 1921) foi um político, jurista, jornalista e escritor de direito internacional argentino, criador da Doutrina Drago.
Formou-se em Direito em 1882, trabalhou em diversos periódicos como jornalista, foi legislador pelo PAN (Partido Autonomista Nacional) e Magistério|professor de Direito.
Foi também ministro das Relações Exteriores de 1902 a 1903, durante o governo de Julio Argentino Roca.